# Liste der Mitglieder des Gothaer Landtags (1908–1912)
Diese Liste nennt die Mitglieder des Gothaer Landtags in seiner Wahlperiode 1908–1912.
| Wahlbezirk | Name               | Stand                                                                      | Ort             | Anmerkung                      |
| ---------- | ------------------ | -------------------------------------------------------------------------- | --------------- | ------------------------------ |
| I          | Hermann Tillig     | Hauptkassierer                                                             | Gotha           |                                |
| II         | Gottfried Moßler   | Senator                                                                    | Gotha           | Alterspräsident, Schriftführer |
| III        | Otto Liebetrau     | Oberbürgermeister                                                          | Gotha           | Präsident                      |
| IV         | Dr. Otto Bretzfeld | Rechtsanwalt                                                               | Gotha           |                                |
| V          | Rudolf Rötter      | Bürgermeister                                                              | Ohrdruff        |                                |
| VI         | Wilhelm Denner     | Materialwarenhändler                                                       | Waltershausen   |                                |
| VII        | Karl Grübel        | Kommerzienrat                                                              | Gotha           |                                |
| VIII       | Wilhelm Bock       | Kaufmann                                                                   | Gotha           |                                |
| IX         | Heinrich Wolf      | Materialwarenhändler                                                       | Dietharz        |                                |
| X          | Josef Joos         | Redakteur                                                                  | Gotha           |                                |
| XI         | Wilhelm Schauder   | Bildhauer                                                                  | Ohrdruf         |                                |
| XII        | Paul Willweber     | Lehrer                                                                     | Friedrichroda   |                                |
| XIII       | Simon Köllner      | Drechsler                                                                  | Ruhla           |                                |
| XIV        | Richard Leutheußer | Landrat                                                                    | Waltershausen   |                                |
| XV         | Dr. Wilhelm Stoll  | Amtsrichter                                                                | Friedrichswerth | stellv. Schriftführer          |
| XVI        | Otto Schäfer       | Landwirt                                                                   | Eckardsleben    |                                |
| XVII       | August Görlach     | Landwirt                                                                   | Wolschleben     |                                |
| XVIII      | Dr. Botho Dietzsch | Geheimer Regierungsrat, Generaldirektor der Gothaer Feuerversicherungsbank | Gotha           | Vizepräsident                  |
| XIX        | Adolf Herzer       | Schultheiß                                                                 | Bischleben      |                                |